# Kyle Clifford
Kyle Frank Clifford, född 13 januari 1991, är en kanadensisk professionell ishockeyspelare som spelar för St. Louis Blues i NHL.
Han har tidigare spelat på NHL-nivå för Toronto Maple Leafs och Los Angeles Kings och på lägre nivåer för Ontario Reign i AHL.
Clifford draftades i andra rundan i 2009 års draft av Los Angeles Kings som 35:e spelare totalt.